# Carl Gustaf Emil Mannerheim
Carl Gustaf Emil Mannerheim (Askainen, Gran Ducado de Finlandia, 4 de junio de 1867 - Lausana, Suiza, 27 de enero de 1951) fue un noble, militar y político finlandés, mariscal y comandante en jefe de las Fuerzas Armadas de Finlandia, y sexto presidente de la República de Finlandia (1944-1946).
Mannerheim nació en la mansión Louhisaari, en Askainen, en el seno de una familia sueco-finesa, con antepasados neerlandeses, que había ascendido a la nobleza en 1768. Sus padres fueron el conde Carl Robert Mannerheim y su esposa Hedvig Charlotta Hélène von Julin, siendo el tercer hijo de este matrimonio, una familia en la que los hijos menores heredaban el título de Barón (en finés Vapaaherra, en sueco Friherre). Era asimismo pariente del explorador Adolf Erik Nordenskjöld. Mannerhein, bautizado Carl Gustaf Emil, era conocido por su segundo nombre, Gustaf (en finés Kustaa), y durante su vida, firmó sus cartas privadas como Gustaf o G. Su lengua materna era el sueco, pero también hablaba ruso, francés, alemán, inglés y polaco. Curiosamente, Mannerheim no aprendió a hablar finés hasta los 50 años de edad aproximadamente.

## Orígenes

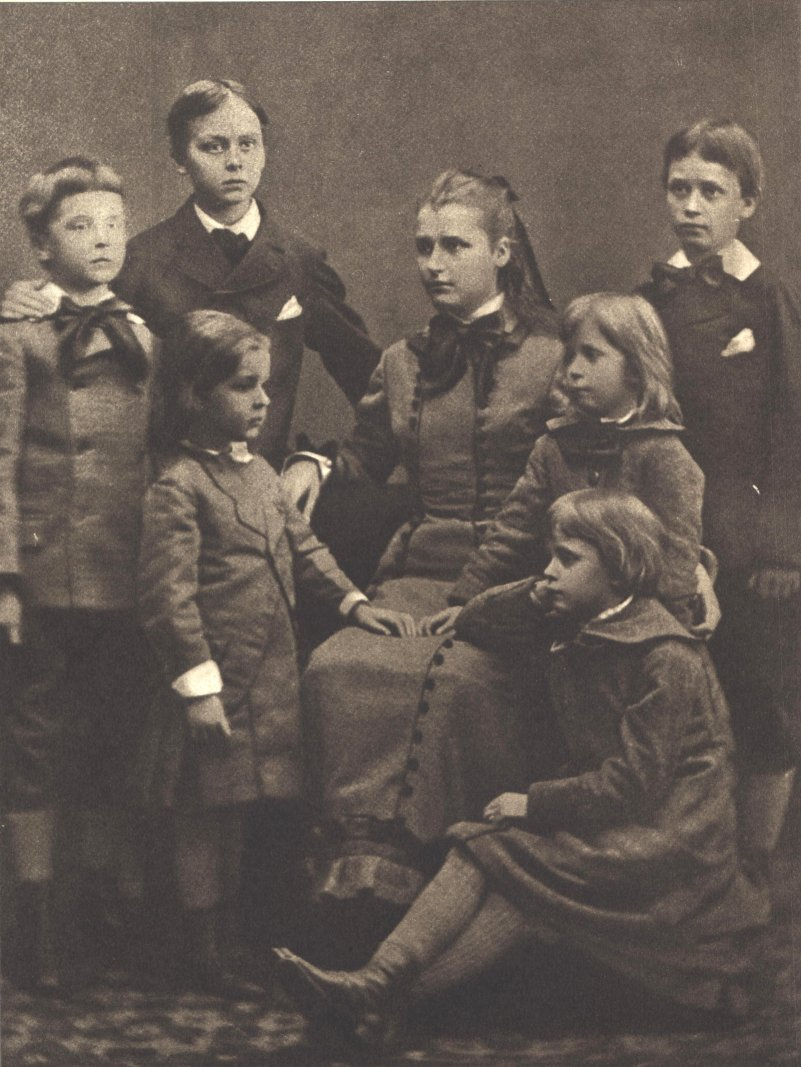
Carl Gustaf (a la derecha) y sus hermanos en 1880.

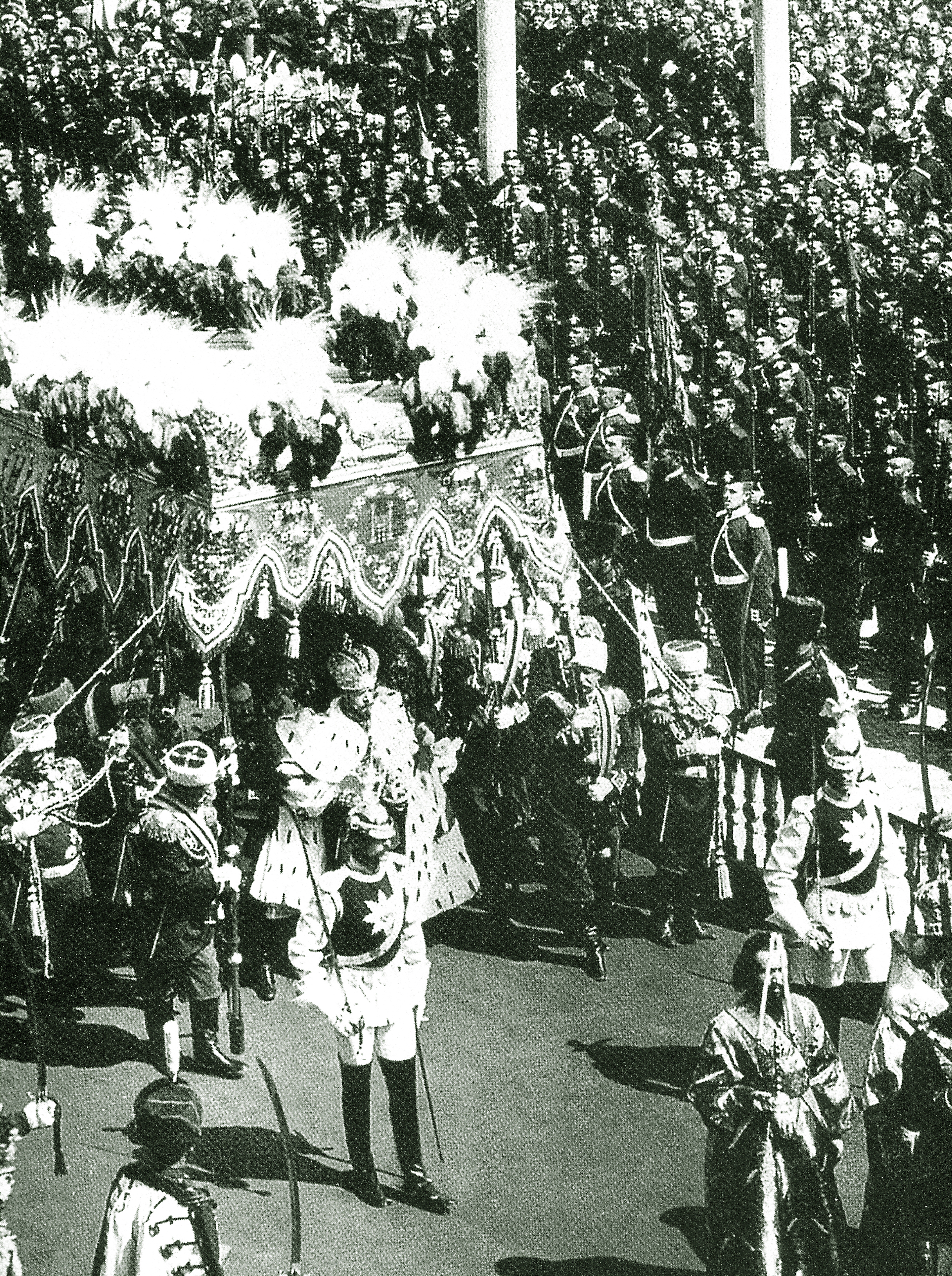
Mannerheim en la coronación de Nicolás II (4º a la dcha. del zar), 1896.

La familia Mannerheim descendía de Henrik Marhein, un empresario neerlandés dueño de varios molinos que emigró a Gävle, en Suecia. Su hijo, Augustin Marhein, fue distinguido como noble en 1693, y su apellido se convirtió finalmente en Mannerheim. Su hijo Johan Augustin Mannerheim, un coronel de artillería y supervisor de molinos, fue proclamado barón junto a su hermano en 1768. La familia Mannerheim finalmente llegó a Finlandia a finales del siglo XVIII.
El bisabuelo de Mannerheim, el conde Carl Erik Mannerheim, realizaba algunas funciones en el servicio civil de Finlandia durante los primeros años del Gran Ducado, siendo miembro del Senado. El padre de Mannerheim, el conde Carl Robert (1835-1914), era poeta, escritor y empresario. Sin embargo, sus negocios no fueron exitosos, por lo que finalmente acabó en la ruina, mudándose a París para vivir como un artista. La madre de Mannerheim, Hedvig Charlotta (Hélène) von Julin (1842-1881), era miembro de la familia von Julin. La mansión Louhisaari fue vendida en 1880 para cubrir las deudas del conde Carl Robert, y al año siguiente su esposa falleció, dejando a sus hijos bajo el cuidado de sus parientes.
Debido a la preocupante situación económica de la familia, Mannerheim fue enviado a la escuela de Cadetes de Finlandia en Hamina en 1882, a la edad de 15 años, si bien en 1886 fue expulsado por problemas de disciplina. Posteriormente estudió en el Liceo Privado de Helsinki, aprobando sus exámenes universitarios en junio de 1887. Inmediatamente viajó a San Petersburgo, donde fue aceptado en la Escuela de Caballería del Zar, ya que el Gran Ducado pertenecía dinásticamente a Rusia. Se graduó en 1889, siendo ascendido al rango de alférez, y sirvió en el 15.º Regimiento Aleksandriyski de Dragones, en Polonia, mientras esperaba poder ocupar un puesto en la Guardia de Caballeros.

## Oficial en el Ejército Imperial Ruso
Finalmente, en enero de 1891 Mannerheim fue transferido a la Guardia de Caballeros de Su Majestad María Fiódorovna Románova, en San Petersburgo. Su familia arregló su matrimonio con Anastasia Arápova, hija de un general ruso, por motivos económicos. El matrimonio terminó en una separación en 1902, hasta el divorcio en 1919.
Mannerheim sirvió en la Guardia de Caballeros hasta 1904, siendo asignado a la Administración de Establos de las Cortes Imperiales, desde 1897 hasta 1903. Mannerheim se convirtió en un experto en caballos, comprando sementales y caballos especiales para el ejército. En 1903, fue puesto al mando de un escuadrón y se convirtió en un monitor de entrenamiento ecuestre en los regimientos de caballería. En octubre de 1904, Mannerheim fue transferido al 52.º Regimiento de Dragones de Nezhin, en Manchuria, con el rango de teniente coronel. Luchó en la guerra ruso-japonesa, siendo ascendido a coronel por su valentía en la batalla de Mukden.
Al regresar de la guerra, Mannerheim pasó los años de 1905 y 1906 en Finlandia y Suecia. Como representante de la rama varonil de su familia, estuvo presente como miembro de la nobleza en la última sesión de la Dieta de Finlandia. De julio a octubre de 1906, dirigió una expedición a China; acompañó desde Taskent a Kasgar al sinólogo francés Paul Pelliot. En otoño de 1908, volvió a dirigir una nueva expedición a China, con fines antropológicos y estratégicos, ya que esas áreas septentrionales de China eran apetecidas por Rusia, China e incluso el Reino Unido, en lo que se suele conocer como el Gran Juego.
Tras este viaje, fue designado comandante del 13.º Regimiento Vladímirski de Ulanos. Al año siguiente, fue ascendido a mayor general, y designado jefe del Regimiento de Escoltas Ulanos de Su Majestad en Varsovia. En 1912, entró a formar parte del mando militar imperial;  fue designado comandante de una brigada de caballería en 1913.
En la Primera Guerra Mundial, Mannerheim sirvió como jefe de caballería en los frentes rumano y austrohúngaro. Tras distinguirse en combate contra las fuerzas austríacas, fue condecorado con la Cruz de San Jorge de 4.ª clase, uno de los más altos honores del Imperio ruso. En 1915, fue asignado al mando de la 12.ª División de Caballería, y tras la Revolución de febrero de 1917, asumió el mando del 6.º Cuerpo de Caballería en el verano de ese mismo año, siendo ascendido al rango de teniente general (su ascenso se había paralizado desde febrero de 1915). Sin embargo, Mannerheim no gozó de la confianza del nuevo gobierno, que lo consideraba uno de los oficiales que no habían apoyado la revolución. En septiembre fue relevado del mando, al resultar herido tras caer de su caballo; pasó a la reserva y se recuperó del accidente en Odesa, donde decidió volver a la vida civil y regresar a Finlandia.

## Desde la guerra civil a la Jefatura del Estado
Véase también: Guerra civil finlandesa

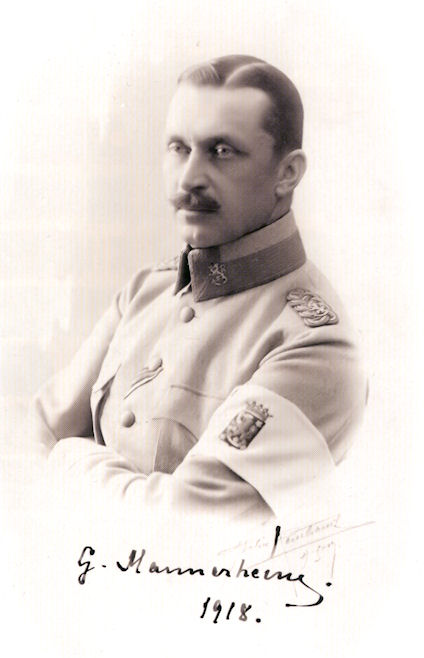
Carl Gustaf Emil Mannerheim 1918.

En enero de 1918, el Senado de la recién proclamada Finlandia independiente, bajo su líder Pehr Evind Svinhufvud, designó a Mannerheim como comandante en jefe del prácticamente inexistente ejército finlandés, formado por poco más de un modesto número de Guardias Blancos, siendo la misión de este cuerpo la de defender al Gobierno durante la guerra civil. Mannerheim aceptó el cargo, a pesar de su presentimiento acerca de la influencia alemana sobre el gobierno finés. Estableció su cuartel general en Seinäjoki, y comenzó a desarmar las guarniciones rusas que aún permanecían acantonadas en el territorio finlandés, cuyo número ascendía a unos 42.500 efectivos. Durante la subsiguiente guerra civil (denominada Guerra de la Libertad por el ejército blanco) fue ascendido en marzo de 1918 al rango de general de caballería (Ratsuväenkenraali).
Disgustado por la creciente influencia germana, Mannerheim abandonó temporalmente el país en junio de 1918. De esta forma, se hallaba fuera del país durante la última y desastrosa fase del conflicto civil, una etapa de gran mortandad como consecuencia de las epidemias y la inanición en los campos de prisioneros y los prolongados procesos. Mannerheim trató de evitar el "terror blanco", oponiéndose a las masivas encarcelaciones de los "rojos".
En otoño de 1918, Mannerheim sostuvo conversaciones diplomáticas en Londres y París, siendo requerido en septiembre de vuelta a su país desde París para ser nombrado Protector del Estado o Regente (Valtionhoitaja o Riksföreståndare), existiendo incluso una facción monárquica que pretendía coronarlo como rey. Después de que Federico Carlos de Hesse-Kassel fuera señalado como pretendiente, despertando así las suspicacias en los Aliados, su posterior renuncia al trono permitió a Mannerheim asegurar el reconocimiento de la independencia finlandesa por parte del Reino Unido y los Estados Unidos, solicitando y recibiendo ayuda alimenticia extranjera para combatir el hambre existente tras el conflicto civil. A pesar de que era un ferviente antibolchevique, finalmente rechazó una alianza con el Ejército Blanco ruso debido a la probabilidad de que no reconociesen la independencia finlandesa. En 1919 perdió las elecciones presidenciales en el Parlamento en beneficio de Kaarlo Juho Ståhlberg, tras lo cual se retiró de la vida pública.

## Periodo de entreguerras
En los años entre los dos conflictos mundiales, los objetivos de Mannerheim fueron principalmente humanitarios. Apoyó a la Cruz Roja Finlandesa, creando asimismo la Fundación Infantil Mannerheim. En 1929 rechazó la oferta que recibiera de los radicales de la derecha política para erigirse en dictador de facto, si bien mantuvo alguna simpatía hacia el derechista Movimiento Lapua, de tendencia semi-fascista. Tras la elección de Pehr Evind Svinhufvud como Presidente de Finlandia en 1931, Mannerheim fue elegido como jefe del Consejo de Defensa de Finlandia, al tiempo que recibía la promesa escrita de ser proclamado Comandante en jefe en caso hipotético de guerra, promesa que fuera renovada en 1937 por el sucesor de Svinhufvud en la Presidencia, Kyösti Kallio.
En 1933 obtuvo el título honorífico de Mariscal de Campo (Sotamarsalkka, Fältmarskalk). Mannerheim impulsó la industria militar finlandesa, además de intentar sin éxito una alianza militar defensiva con Suecia. Sin embargo, el rearme del ejército finlandés no se produjo tan rápida o tan efectivamente como deseara, siendo por tanto poco optimista respecto a un hipotético conflicto armado. En este sentido, mantuvo algunas disputas con varios gabinetes, lo cual le llevó incluso a firmar varias cartas de renuncia.

## Comandante en jefe
Véase también: Guerra de Invierno, Guerra de Continuación, Guerra de Laponia

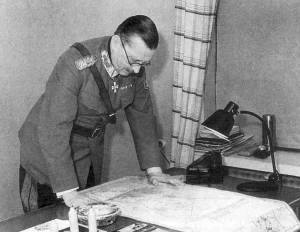
Mannerheim durante la Guerra de Invierno.

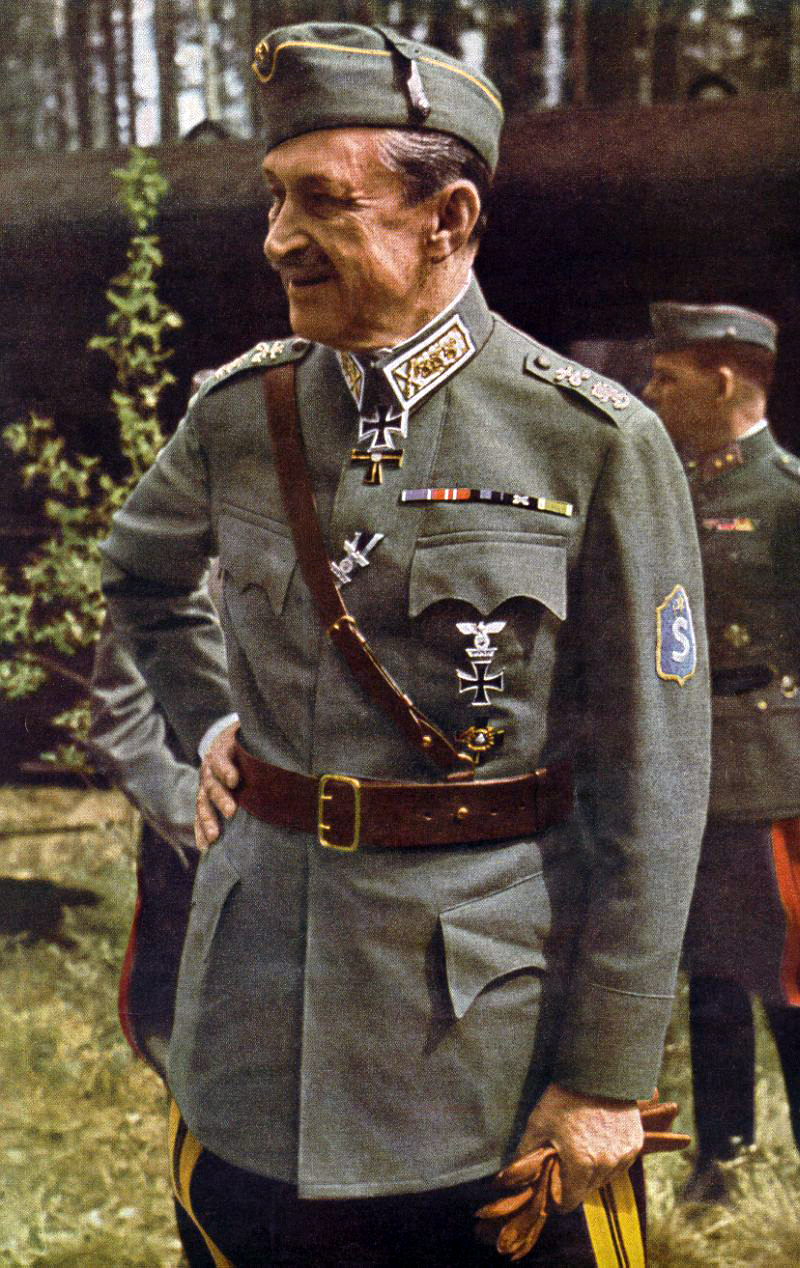
Mannerheim en 1942.

Cuando las negociaciones con la Unión Soviética por la cesión de territorios en el istmo de Carelia fracasaron en 1939, Mannerheim retiró su renuncia el 17 de octubre, aceptando así de nuevo el puesto de Comandante en jefe del Ejército finlandés en caso de guerra, mandato que entró oficialmente en vigor cuando los soviéticos atacaron a Finlandia el 30 de noviembre. Asistido en las decisiones estratégicas por el teniente general Aksel Airo, Mannerheim estableció su cuartel general en Mikkeli, donde permaneció gran parte del tiempo en que se desarrollaron la Guerra de Invierno y la Guerra de Continuación, si bien hizo numerosas visitas al frente. Mantuvo el cargo de Comandante en jefe entre ambas guerras, de acuerdo con la carta formal que había recibido de los presidentes Kyösti Kallio y Risto Ryti tras la Paz de Moscú (12 de marzo de 1942).
Durante la Guerra de Continuación, guardó relaciones con el gobierno de la Alemania nazi de la forma más formal posible, rechazando su propuesta de firmar una alianza e incluso rechazando la propuesta nazi de que las tropas finlandesas participaran en el asedio de Leningrado.
El 4 de junio de 1942, el día en que Mannerheim cumplía los 75 años, el gobierno finlandés le otorgó el rango honorífico y exclusivo de Mariscal de Finlandia (Suomen Marsalkka, Marskalken av Finland), siendo la primera y la única persona en poseer tal rango. Ese mismo día recibió la inesperada y no tan agradable visita de Adolf Hitler para felicitarle por el doble acontecimiento, lo cual le causó cierta zozobra. Hitler había programado la visita a Mannerheim para el día de su cumpleaños, si bien éste no deseaba un encuentro con el líder nazi, ni en Mikkeli ni en Helsinki, ya que podría interpretarse más como una deferencia personal que como una simple visita de un jefe de Estado. Otro factor era el desagrado que le causaban los alemanes, habiéndose mostrado siempre contrario a su influencia en los asuntos políticos y militares de Finlandia. Finalmente, accedió al encuentro, que tuvo lugar en una vía muerta del ferrocarril cercano al aeropuerto de Immola, en el sureste de Finlandia, y fue mantenido en secreto.

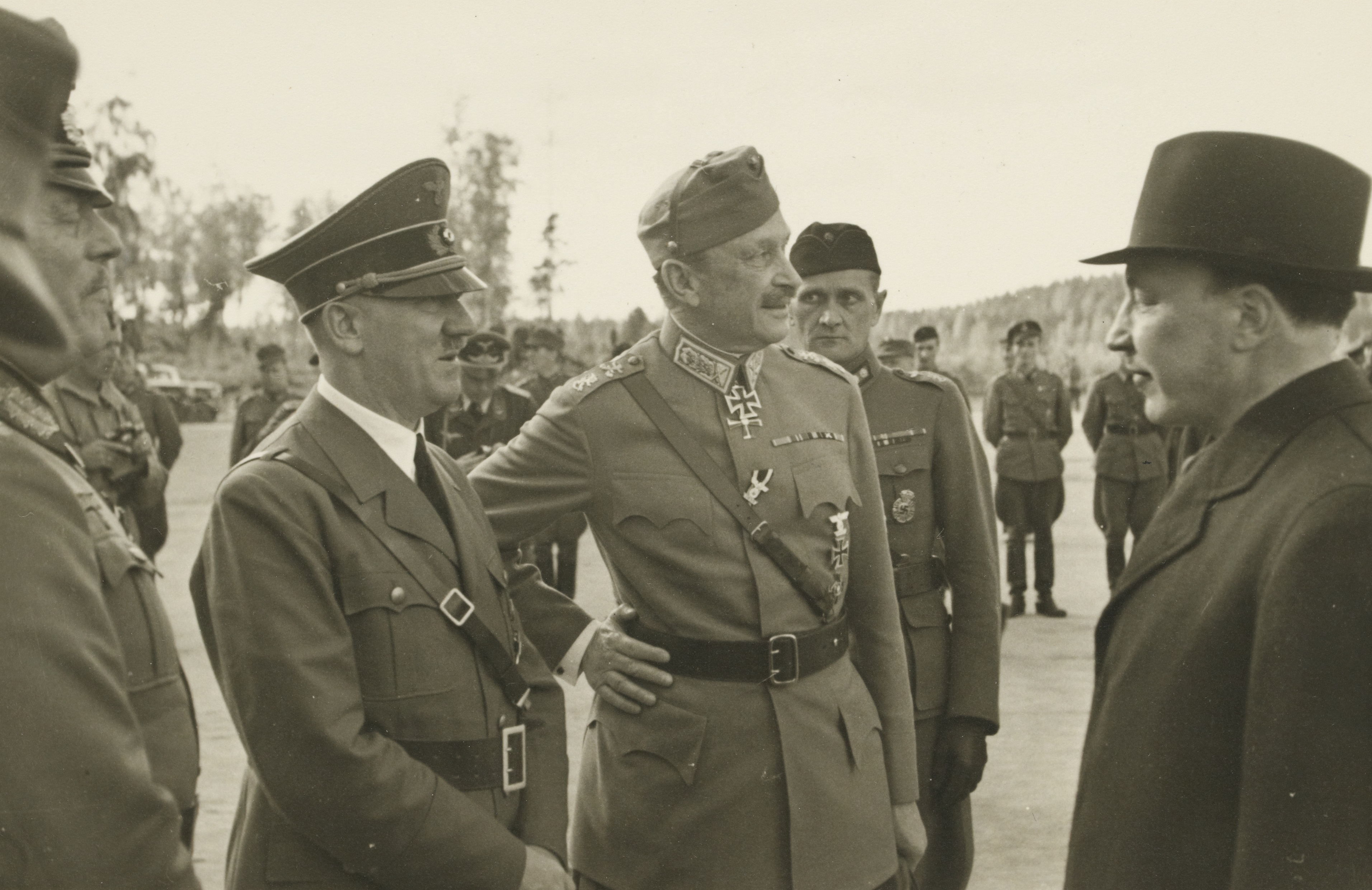
Entrevista de Hitler con Ryti y Mannerheim.

Desde el aeropuerto, y acompañado por el presidente Ryti, Hitler fue conducido hasta Mannerheim, quien le aguardaba en la vía muerta del tren. Cuando Hitler vislumbró a Mannerheim, corrió a su encuentro, algo que el mariscal finlandés comentó con cierta sorna hacia los oficiales que le acompañaban: "un oficial nunca corre, es algo que sólo los cabos hacen". Hitler, que era mucho más bajo que Mannerheim (quien medía 1,94 m), vestía para la ocasión unas botas de tacón más alto, habiendo ordenado a sus fotógrafos que sólo le retrataran desde un ángulo que no mostrara la gran diferencia de estatura con Mannerheim. Tras un discurso de felicitación de Hitler, y tras una incómoda comida, Hitler regresó a Alemania, permaneciendo tan sólo cinco horas en suelo finlandés. La intención de este viaje habría sido la de solicitar a los finlandeses que continuaran sus operaciones militares contra los soviéticos, pero el difícil encuentro con Mannerheim pareció haberle frenado a la hora de plantear cualquier demanda concreta en este sentido.
Los logros de Mannerheim como comandante en jefe de las fuerzas finlandesas no son fáciles de determinar. En aquel tiempo, e incluso hasta nuestros días, el gran prestigio de Mannerheim creó también detractores que catalogaron sus acciones de guerra como el equivalente a una traición, especialmente aquellas críticas procedentes de las fuentes soviéticas o de los comunistas finlandeses. Es por tanto necesario analizar la figura de Mannerheim desde dos perspectivas: la militar y la política.
Como comandante militar, Mannerheim fue generalmente afortunado. Bajo su liderazgo las Fuerzas de Defensa de Finlandia libraron una exitosa guerra que al final salvó a su país de la ocupación soviética. Mannerheim tuvo mucho cuidado de no malgastar la vida de sus soldados, así como tampoco corrió riesgos innecesarios. Quizás su mayor defecto fue su rechazo a delegar tareas: aunque poseía un gran número de subordinados muy capaces (el principal de ellos, el teniente general Aksel Airo), Mannerheim insistía en que todos los jefes de servicio de los cuarteles generales finlandesas debían informarle directamente, dejando así poco que hacer a Erik Heinrichs, general de infantería y jefe del Estado Mayor. De hecho, Mannerheim llegó a decir que no deseaba ser "prisionero de un sólo hombre". Mannerheim se abrumó con el trabajo, y en consecuencia la coordinación entre los diversos departamentos en los cuarteles generales se vio afectada negativamente, algo que pudo influir en que la ofensiva soviética en el istmo de Karelia en junio de 1944 cogiese desprevenidos a los finlandeses. No existía otra autoridad salvo Mannerheim que recabara toda la información y la volcase en órdenes operacionales.
Por otro lado, puede decirse que Mannerheim sobrepasó su labor política. Aun siendo un soldado, que por tanto no debía tomar partido en la política, Mannerheim no podía ayudar a su país sin ser una importante figura política. Una cuestión crucial durante la guerra había de ser el momento de buscar la paz con la Unión Soviética. Demasiado pronto podría significar represalias por parte de la Alemania nazi, y demasiado tarde, la ocupación soviética de Finlandia. A partir de 1942 quedó cada vez más claro que Alemania podría no derrotar a la Unión Soviética. Mannerheim fue pues cauto en este aspecto, para ir tomando gradualmente el liderazgo del país y conducirlo a la paz. Mannerheim desempeñó este papel de forma muy hábil, ya que tenía una clara visión sobre cómo Finlandia debía conducir su guerra en la delicada situación del momento, cuando el final de la contienda permanecía aún incierto. Sabía cómo negociar con los alemanes para obtener toda la ayuda militar posible sin involucrar a Finlandia en un tratado a ciegas. Por ejemplo, durante los preparativos de la Guerra de Continuación de 1941, a Mannerheim se le ofreció el mando de las tropas alemanas desplegadas en suelo finlandés. Aceptar esta oferta hubiera significado facilitar el desarrollo de la guerra, pero Mannerheim advirtió que Hitler no dejaría libertad a los finlandeses en la dirección de los combates, dentro de la ofensiva germana general en esta zona. Ya que Mannerheim deseaba evitar por todos los medios ejecutar órdenes directas desde Berlín o que afectasen a Alemania, finalmente rechazó el ofrecimiento.
Sin embargo en junio de 1944, debido a la amenaza que suponía una inminente ofensiva soviética sobre el frente finlandés, Mannerheim creyó necesario que Finlandia accediese a firmar el pacto de alianza que demandaba el ministro de Asuntos Exteriores alemán, Joachim von Ribbentrop, para poder así asegurar la ayuda militar alemana. Pero incluso entonces Mannerheim trató de distanciar su figura del acuerdo, consiguiendo que fuese el presidente Risto Ryti el firmante del pacto, conocido como el acuerdo Ryti-Ribbentrop. La estrategia de Mannerheim tuvo su conclusión esperada cuando el acuerdo fue revocado tras la dimisión de Ryti en agosto de ese mismo año, tras lo cual Mannerheim sucedió a Ryti como Presidente de Finlandia.

## Final de la guerra y breve presidencia
En el momento en que Alemania se mostró suficientemente debilitada, y gracias a que la ofensiva de verano de la URSS fue finalmente frenada y llevada a una guerra de posiciones a raíz de la batalla de Tali-Ihantala, los líderes finlandeses vislumbraron una oportunidad para alcanzar la paz con la URSS, máxime tras la dimisión de Ryti, lo cual dejaba sin mucho valor el acuerdo alcanzado entre Ryti y Ribbentrop en junio de 1944. Mannerheim fue entonces elegido presidente el 4 de agosto, principalmente porque era la única figura con el suficiente prestigio tanto internacional como nacional para ocupar el cargo en ese momento. Debido a las singulares condiciones del país en esos instantes no se celebraron elecciones generales, por lo que fue el Parlamento quien nombró a Mannerheim presidente de la República.
La peligrosa situación en que se encontraba Finlandia en ese momento fue reflejada en el discurso de toma de posesión de Mannerheim en el Parlamento de Finlandia:

Señor portavoz, deseo expresar mi profundo agradecimiento por sus amables palabras dirigidas hacia mí. Honorables miembros  del Parlamento, al aceptar por segunda vez, en este momento crítico del destino nacional, las tareas de Jefe de Estado, me doy por completamente informado de las responsabilidades que me corresponden. Grandes son las dificultades que tendremos que superar para salvaguardar nuestro futuro. Ante todo tengo en mente al Ejército de Finlandia, ahora en su quinto año de combate. Confiando en el Todopoderoso, espero y creo, apoyado por el parlamento y el gobierno, que con el apoyo unánime del pueblo detrás de nosotros, tendremos éxito para preservar nuestra independencia y la existencia de nuestra nación.

Un mes después de ocupar el cargo, concluyó la Guerra de Continuación en unas duras condiciones impuestas por los soviéticos, si bien fueron menores que las impuestas a otros países limítrofes de la Unión Soviética, que llegarían incluso a perder su independencia (como los países bálticos). Finlandia conservó su soberanía, su democracia parlamentaria y su economía de mercado, siendo sus pérdidas territoriales bastante limitadas, aunque las reparaciones de guerra fueron elevadas. Además, Finlandia tuvo aún que luchar contra las tropas alemanas establecidas en sus territorios del norte, en retirada hacia Noruega, en lo que se conoce como la Guerra de Laponia.
Mannerheim dimitió de sus funciones presidenciales el 4 de marzo de 1946, alegando motivos de salud. Sus esfuerzos en pos de la paz fueron reconocidos incluso por los comunistas finlandeses, sus enemigos en 1918. Fue sustituido en el cargo por su primer ministro, Juho Kusti Paasikivi, conservador aunque de tendencia rusófila.
Mannerheim se estableció en la mansión de Kirkniemi, en Lohja, con la intención de pasar allí sus últimos años, si bien tras una operación de úlcera en 1947 se le recomendó viajar al sanatorio de Valmont en Montreux (Suiza), para recuperarse allí y redactar sus memorias. Murió finalmente en Lausana el 28 de enero (fecha de Finlandia; 27 de enero, fecha local) de 1951, a los 83 años de edad. Fue enterrado en el cementerio de Hietaniemi de Helsinki en un funeral de estado con honores militares, siendo reverenciado hoy día como uno de los más grandes jefes de Estado de Finlandia.
El día de su cumpleaños, el 4 de junio, es celebrado en Finlandia como el día de la bandera por las Fuerzas de Defensa de Finlandia, acto que se celebra desde 1942 en que fuera nombrado Mariscal de Finlandia en su 75 cumpleaños. El día de la bandera es celebrado con un desfile nacional, y con distinciones y promociones para los miembros de las Fuerzas de Defensa.

## Carrera militar

### Ejército del Imperio ruso
- 1888: Suboficial
- 1889: Corneta
- 1891: Corneta de la Guardia de Caballeros
- 1893: Teniente de la Guardia
- 1899: Capitán subalterno de caballería de la Guardia
- 1902: Capitán de caballería de la Guardia
- 1904: Teniente coronel
- 1905: Coronel
- 1911: Mayor general
- 1917: Teniente general
- 1918: General de caballería

### Ejército de Finlandia
- 1933: Mariscal de campo
- 1942: Mariscal de Finlandia

## Condecoraciones
- Orden de Santa Ana, 2.º grado (Imperio ruso)
- Orden de San Estanislao, 2.ª clase (Imperio ruso, Polonia)
- Orden de San Vladimir, 4.º grado (Imperio ruso)
- Caballero de 4.ª clase de la Orden de San Jorge (Imperio ruso)
- Caballero de la Orden de Serafín (Suecia)
- Caballero de la Orden del Elefante (Dinamarca)
- Cruz de Hierro (Alemania)
- Oficial de la Legión de Honor (Francia)
- Gran Cruz de Caballero de la Orden del Imperio Británico (Reino Unido)
- Gran Cruz de la Orden de la Cruz de la Libertad (Finlandia)
- Cruz de Mannerheim, 1.ª clase (Finlandia)